# Hoplolabis forcipula
Hoplolabis forcipula là một loài ruồi trong họ Limoniidae. Chúng phân bố ở miền Cổ bắc.